# Konstantin Svechkar
Konstantin Svechkar (Rusia, 17 de julio de 1984) es un atleta ruso especializado en la prueba de 4x400 m, en la que consiguió ser medallista de bronce mundial en pista cubierta en 2006.

## Carrera deportiva
En el Campeonato Mundial de Atletismo en Pista Cubierta de 2006 ganó la medalla de bronce en los relevos de 4x400 metros, llegando a meta en un tiempo de 3:06.91 segundos, tras Estados Unidos (oro) y Polonia (plata).